# Monti Jablonovyj

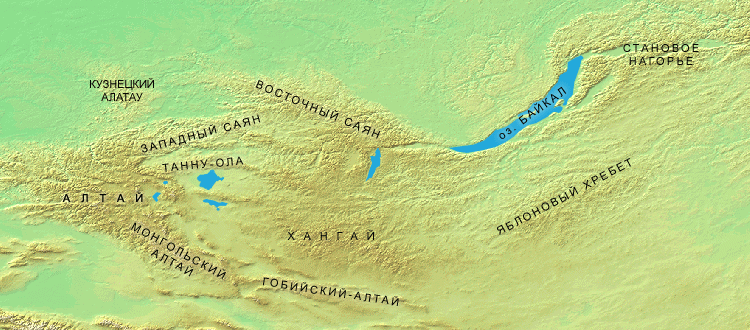

I monti Jablonovyj (russo Яблоновый хребет, Jablonovyj chrebet) sono una catena montuosa della Siberia Orientale meridionale (Territorio della Transbajkalia).

## Descrizione
Corrono per circa 700 km, con orientazione sudovest-nordest, dal confine con la Mongolia fino ad unirsi con i monti Stanovoj, passando a circa 400-500 km a est del lago Bajkal; costituiscono uno spartiacque fra i fiumi tributari del Mar Glaciale Artico e quelli tributari dell'oceano Pacifico. Scorre dai monti Jablonovyj il fiume Karenga.
Sono pochissimo popolati: gli scarsi insediamenti sono per lo più di origine mineraria; la catena è attraversata dalla ferrovia Transiberiana, che li costeggia per un pezzo prima di infilarsi in una galleria per evitare il loro valico.